# Topònims de Sossís
Llistat de topònims del territori del poble de Sossís, de l'antic terme municipal del mateix nom, actualment integrat en el de Conca de Dalt, del Pallars Jussà, presents a la Viquipèdia.

## Bordes
| - Borda del Patís | - Borda del Rei | - Borda del Teto |  |

## Canals
- Canal de Sossís

## Esglésies
- La Nativitat de la Mare de Déu de Sossís

## Preses
- Presa de Sossís

## Geografia

### Comes
- Les Comes

### Corrents d'aigua
| - Barranc dels Corrals - Llau de Comarquers | - Barranc de la Molina - Barranc del Pont | - Barranc de Santa | - Barranc de la Solaneta |

### Diversos
- Les Vinyes

### Entitats de població
- Sossís

### Muntanyes
- Tossal de Fanguissals

### Obagues
- Les Obagues
- Obac de Sossís. Es troba al nord de Sossís, a l'esquerra de la Noguera Pallaresa i del Canal de Sossís, a llevant de la Plana i a ponent de la Solaneta. La llau de Comarquers passa pel costat de llevant de l'Obac de Sossís. Consta de 27,4353 hectàrees[1] amb predomini d'ermes per a pastures, conreus de secà, ametllers, oliveres, pinedes i zones de matolls i de bosquina.[2][3]

### Partides rurals
- Camps de Sossís. Es troben al nord de Sossís, a la riba esquerra de la Noguera Pallaresa i del Canal de Sossís, a l'oest-sud-oest de la Presa de Sossís. Queden al sud-oest de les Riberes, a l'esquerra del barranc dels Corrals. A l'extrem nord-est dels Camps de Sossís hi ha la Borda del Patís, i la Pista de les Riberes discorre pel costat septentrional d'aquest paratge. Consta de 13,2083 hectàrees[1] de conreus de secà, amb zones ermes per a pastures, matolls i terres improductives.[4]
- Lo Conreu. Es troba a ponent de Sossís, en el coster que des del poble davalla cap a la Noguera Pallaresa. Consta de 33,4732 hectàrees[1] de conreus de secà, pastures, oliveres, zones de matolls, de bosquina i terres improductives.[5][6]
- Plana Mateu
- Obac de Sossís
- La Plana
- El Pont de Pubill
- Les Riberes. Es troba al nord de Sossís, a la riba esquerra de la Noguera Pallaresa i del Canal de Sossís, al sud-oest de la Presa de Sossís. Queda al nord-est dels Camps de Sossís, a la dreta del barranc dels Corrals i a l'extrem nord-oest de los Serrats. A l'extrem nord-oest de les Riberes hi ha la Borda del Teto. Consta de 9,7029 hectàrees[1] de conreus de secà i zones de matolls.[7][8]
- Els Serrats
- La Solaneta

### Planes
- Plana Mateu
- La Plana. Es troba a l'extrem nord-oest del territori d'aquest poble, just al sud-est del lloc on la Noguera Pallaresa fa un canvi de direcció en angle recte i, venint de llevant, torç cap al sud. És just al nord-oest del poble de Sossís, a llevant del Pont de Pubill. Consta de 8,1849 hectàrees[1] de conreus de secà, amb algunes zones de matolls.[9][10]

### Serres
- Els Serrats. Estan situats a prop de l'extrem nord-est de l'antic terme de Claverol, i nord de l'actual de Conca de Dalt, al nord-est de Sossís i al nord-oest d'Hortoneda. A l'esquerra del barranc de la Molina, són de fet el contrafort nord-oriental del Roc de Santa. S'estenen de nord a sud, en ascens, fent un arc còncau inflexionat cap a ponent. Formen la carena que fa de contenció de ponent al barranc de la Molina, ja esmentat, i el separen del barranc de Santa, que discorre més a l'oest. La partida dels Serrats consta de 142,0008 hectàrees[1] de pinedes, amb zones de matolls, de bosquina i de terres improductives.[11]

### Solanes
- La Solaneta. Es troba al nord-est de Sossís, a l'esquerra de la Noguera Pallaresa i del Canal de Sossís. És al vessant septentrional del Tossal de Fanguissals. Queda emmarcat a llevant pel barranc de la Solaneta i a ponent per la llau de Comarquers. Consta de 4,9958 hectàrees[1] de conreus de secà, amb zones ermes per a pastures, matolls i terres improductives.[12][13]

### Vies de comunicació
| - Pista de les Riberes - Camí de la Solaneta | - Pista de la Solaneta - Camí de Sossís | - Carretera de Sossís | - Pista de Sossís |